# Pedro de Alvarado
Pour les articles homonymes, voir Alvarado.
Pedro de Alvarado, né vers 1485 à Badajoz, et mort le 4 juillet 1541 dans le Michoacán, est un conquistador espagnol. Il a participé à la conquête de l'empire aztèque sous les ordres d'Hernando Cortes, ainsi qu'à d'autres opérations coloniales.
Les Indiens lui ont attribué le surnom de Tonatio ou Tonatiuh (le Soleil). C'est aujourd'hui l'un des conquistadors à la réputation la plus mauvaise, en raison des violences dont il s'est fréquemment rendu coupable envers les indigènes.

## Biographie
En 1510, Alvarado quitte l'Espagne pour les Antilles en compagnie de ses frères Jorge, Gonzalo, Gómez et Juan. Il participe en 1518 à l'expédition de Juan de Grijalva, envoyée depuis Cuba afin d'explorer le Yucatán. Un an plus tard, il accompagne la flotte d'Hernando Cortés, visant la conquête du Mexique. Il réussit à s'imposer comme l'un de ses principaux officiers. Les indigènes, impressionnés par sa chevelure blonde, lui donnent rapidement le surnom de Tonatiuh (« soleil » en nahuatl). Lors de la première occupation de Tenochtitlan par les Espagnols, il demeure ainsi responsable des troupes laissées dans la ville. Il déclenche alors la rébellion des Aztèques, en massacrant une assemblée des principaux notables de la cité, qui se réunissaient à l'occasion d'une fête religieuse. Un témoin oculaire, Johan Cano, rapporte :
« Donc les Indiens, tous seigneurs, au nombre de plus de six cents, nus, couverts de joyaux d’or, de beaux panaches, de forces pierreries, le plus noblement accoutrés et sans arme aucune, défensive ou offensive, dansaient et chantaient faisant leur areito et fête selon la coutume. Au moment où ils étaient le mieux ravis en leur réjouissance, mû de cupidité, l’Alvarado fit poster quinze hommes à chacune des cinq portes du préau où, entrant avec le reste de la troupe espagnole, il commença à les passer par les épées et massacrer sans merci si bien qu’il les acheva en peu de temps».
Après ce massacre, pendant la retraite qui suit les émeutes indigènes (Noche triste), Alvarado mène l'arrière-garde. Il aurait alors sauvé sa vie en utilisant sa lance comme une perche pour sauter par-dessus un canal. C'est le Salto de Alvarado, qui est demeuré célèbre au Mexique. Le chroniqueur Bernal Díaz del Castillo affirme qu'il s'agit d'une légende :

« Si maintenant encore, quelques personnes qui ne le savent nullement et ne purent le voir, s'obstinaient à prétendre que ce saut de Pedro de Alvarado fut une réalité dans la nuit de notre fuite et sur cette tranchée de la lagune, je répète qu'il est impossible qu'il l'ait jamais franchie de cette manière. »

Une fois la conquête de l'empire aztèque achevée, il tente à partir de 1523 de s'emparer de la couronne des hautes terres du Guatemala.
Au Guatemala, Alvarado « enleva à plusieurs chefs de famille leurs femmes et leurs filles pour les donner à ses matelots et à ses soldats. Il remplissait d’Indiens ses navires, et les y faisait servir à la rame ou aux autres manœuvres, sans pourvoir à leurs nourritures ; en sorte qu’on les voyait tomber les uns sur les autres, mourant de faim, de soif et de fatigue ».
La résistance des peuples mayas ne s'achève qu'en 1527. Il est alors nommé gouverneur du pays par Charles Quint.
En 1534, attiré par les richesses du Pérou, Alvarado débarque à Puerto Viejo avec l'intention de soumettre la province de Quito, au nord de l'empire inca. Mais il trouve à son arrivée une région déjà conquise par Belalcázar, lieutenant de Francisco Pizarro. Les deux forces ne sont pas loin d'en venir au combat, avant que Diego de Almagro ne réussisse à conclure un arrangement, en achetant son armée.
Lors d'une visite en Espagne, trois ans plus tard, Alvarado reçoit la charge de gouverneur du Honduras.

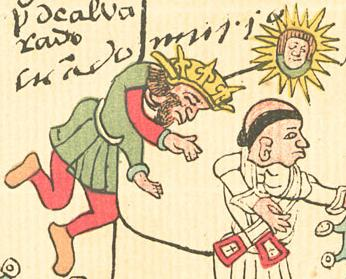
Mort de Pedro de Alvarado dans le Codex Telleriano-Remensis. Le glyphe à droite de sa tête représente le nom nahuatl par lequel les indigènes le désignaient : « Tonatiuh » (« soleil »).

Il meurt en 1541 en combattant une rébellion des indiens Mixtón, alors qu'il projetait la conquête des Îles des Épices dans l'océan Pacifique. Il est enterré dans l'église de Tiripetio (Michoacán). Quatre décennies plus tard, sa fille Éléonore Alvarado Xicotencatl paye le transport de sa dépouille jusqu'au Guatemala pour que celle-ci soit placée dans la cathédrale de la ville de Santiago (de nos jours Antigua Guatemala).

## Dans la fiction
- Les Conquérants, film muet américain de Cecil B. DeMille, sorti en 1917, avec Wallace Reid personnifiant Alvarado.